# Арикемис (микрорегион)
Микрорегион Арикемис е един от осемте микрорегиона на бразилския щат Рондония, част от мезорегион Източна Рондония. Образуван е от седем общини (градове).

## Общини
- Алто Параизо
- Арикемис
- Вали до Анари
- Какауландия
- Машадиньо д'Оести
- Монти Негро
- Рио Креспо